# جين فيست
جين فيست (بالإنجليزية: Gene Feist)‏ هو كاتب مسرحي ومخرج أمريكي، ولد في 16 يناير 1923 في نيويورك في الولايات المتحدة، وتوفي في 17 مارس 2014 في إنغلوود في الولايات المتحدة.

## وصلات خارجية
- جين فيست على موقع قاعدة بيانات برودواي على الإنترنت (الإنجليزية)